# Ряди динаміки
Рядами динаміки в статистиці називаються ряди, які за допомогою показників характеризують зміну явищ в часі. Аналіз рядів динаміки є найефективнішим засобом оцінки тенденції та закономірностей розвитку явищ. Основними елементами динамічного ряду є: рівень (окремий показник ряду) і час, до якого відноситься відповідний рівень. Рівнями ряду можуть бути абсолютні, середні і відносні величини.
Для аналізу динамічних рядів необхідно знати їх види. Перш за все потрібно відрізняти інтервальні і моментні ряди динаміки.
- В інтервальних рядах рівні висвітлюють величину явищ за проміжок часу.
- В моментних рядах динаміки рівні висвітлюють величину явища на певну дату.

На відміну від моментних рядів динаміки, рівні явищ за окремі періоди, тобто інтервальні ряди можна підсумовувати, одержуючи таким чином нові рівні ряду за триваліший період. За повнотою часу, який відображається в рядах динаміки, їх можна поділити на повні і неповні. У повних рядах дати або періоди ідуть один за одним з рівними інтервалами. У неповних рядах в послідовності часу рівний інтервал не додержується. Методи обчислення середніх рівнів динамічного ряду залежить від його виду. В інтервальних рядах динаміки середній рівень ряду обчислюється за формулою середньої арифметичної простої:

## Поняття та види рядів динаміки
Ряди динаміки — це послідовність чисел, які характеризують зміну того чи іншого соціально-економічні явища, тобто це ряд розміщених у хронологічній послідовності статистичних показників.

### Типи рядів
- Базисний ряд — коли всі показники порівнюємо з першим.
- Ланцюговий ряд — коли всі дані порівнюємо з попереднім.
- Інтервальний ряд — характеризує зміну явищ за певний період часу.
- Моментний ряд — характеризує стан явища на певний момент часу.

Ряд динаміки складається з двох елементів: статистичних показників; моментів або періодів часу, до яких належать ці рівні.

### Система показників
На основі елементів ряду динаміки визначають систему показників. Ця система включає такі показники:
- абсолютний приріст;
- темп зростання;
- темп приросту;
- абсолютне значення 1 % приросту.

#### Абсолютний приріст
Це показник ряду динаміки, який характеризує на скільки одиниць змінився рівень показника порівняно з рівнем попереднього або базисного періоду:
- Ланцюговий ∆і = Yі-(Yі-1)
- Базисний ∆б = Yі-Y0

#### Темп зростання
Це показник ряду динаміки, який показує у скільки разів змінився поточний рівень показника, що аналізується порівняно з рівнем попереднього, або базового періоду.
- Ланцюговий Тзрі = Yі: Yі − 1
- Базисний Тзрб = Yі: Y0

#### Темп приросту
Це показник ряду динаміки, який показує на скільки % змінився поточний рівень показника, порівняно з попереднім або базовим періодом.
- Ланцюговий Тпрі = Тзрі(%) − 100 Тпрі = Тзрі − 1
- Базисний Тпрб = Тзрб(%) − 100 Тпрб = Тзрб − 1

#### Абсолютний приріст 1%
Це одна сота базового рівня, або відношення абсолютного до відповідного темпу приросту Аі = Yn − 1: 100

### Середні показники рядів динаміки
1) Для моментного ряду:
- Середня арифметична зважена (даних достатньо) У̅ = (∑уі*ti): ∑ti, де Yі — рівень ряду на певний момент часу, а ti — тривалість i-го рівня.
- Середньо модифікована(даних не достатньо, інтервали між наданими моментами часу не рівні) У̅ = ∑уi̅*ti:∑ti, де уі — середній рівень між двома сусідніми моментами часу, а ti — тривалість часу між двома сусідніми моментами ряду.
- Середньо хронологічна(даних недостатньо, інтервали Між наданими моментами часу рівні) У̅ = ((у1:2) + у2 + … + уn-1 + (yn:2)): n-1 Якщо є дані тільки на початок та кінець періоду, то у̅ = (уп + yk): 2

2) Для інтервального ряду
- Середня арифметична проста у̅ = ∑уі: n, де уі — рівень і-го періоду
- Середній абсолютний приріст 1) ∆̅ = ∑∆̅і: n для інтервального 2) ∆̅ = (yi − y0): (n − 1) для моментного
- Середній темп зростання Тзр̅ = n − 1√yi: y0 = n − 1√Тзр.
- Середній темп приросту Тпр̅ = Тзр̅(%) − 100 (вимірюється в %)